# 破坏军婚罪
破坏军婚罪，是仅存在于中华人民共和国的一种重婚罪，主要是对非军人和军人配偶之间发生的重婚、同居等行为情节严重的予以刑事处分。在中华人民共和国以外，世界上其他国家一般没有明确规定的“破坏军婚罪”，对于破坏军人婚姻关系的行为主要由军队内部纪律惩治（如美国统一军法典；英国 Armed Forces Act （页面存档备份，存于））且只针对参与不正当婚外关系的军人，而非破坏军婚的非军人或军人配偶。

## 內容
《中华人民共和国刑法》第259条规定:
明知是现役军人的配偶而与之同居或者结婚的，处3年以下有期徒刑或者拘役。
利用职权、从属关系，以胁迫手段奸淫现役军人的妻子的，依照刑法第236条（强奸罪）的规定定罪处罚。
其中：
- 军婚，是指与现役军人形成婚姻关系的婚姻。现役军人，是指具有军籍，正在中国人民解放军、中国人民武装警察部队服现役的人员。

- 对于与军人配偶有通奸行为，但没有公然同居或者结婚的行为，则不构成破坏军婚罪。从法理上，这种行为尚达不到破坏军人的婚姻的程度，算作婚外出轨。

- 军人配偶与他人的同居或者结婚的行为虽然是双方共同实施，但军人配偶不被定罪处罚。现役军人的配偶与现役军人的配偶同居或者结婚的，双方都明知的，双方均构成破坏军婚罪。《注释刑法全书》（2022版）：破坏军婚罪中的现役军人的配偶一般不构成本罪，但如果现役军人的配偶隐瞒情况与他人结婚的，其有可能构成重婚罪。[2]

- 同居是指在一定时期内与现役军人的配偶姘居且共同生活。同居以两性关系为基础，同时还有经济上或其他生活方面的特殊关系，包括公开与秘密同居两种情况。一方面不能将同居理解为事实婚姻，因为这不利于对军人婚姻的特殊保护。也使同居一词失去独立的意义。另一方面,也不能将同居理解为通奸,因为这与刑法特地使用"同居"一词以缩小打击面的意图相矛盾。[3] 在司法实践中认定破坏军婚罪，关键是要划清“同居”与通奸的界限。《〈最高人民法院关于适用中华人民共和国婚姻法若干问题的解释（一）〉的理解与适用》中提及：在讨论过程中，有建议就同居问题规定出一个明确的期限，双方共同生活达到规定期限的，即可认定为同居。我国目前有些地方的法院已就本地区审理此类问题时作了时间上的界定。考虑到我国各地区实际情况不同，如果采取“一刀切”的做法，反而不利于具体案件的审理，不完全符合实际。[4][5]

- 两个军人之间的奸情，在他们配偶都不是军人的情况下，则不构成破坏军婚罪。现役军人与其他现役军人的配偶结婚或者同居，也可构成本罪主体，但现行司法实践中并不以破坏军婚罪处罚。

## 背景
1930年代，中华苏维埃共和国就立法保护军婚、惩处破坏军婚的行为。1931年11月中华工农兵苏维埃第一次全国代表大会上通过实施的《中国工农红军优待条例》规定“凡红军在服务期间，其妻离婚，必先得本人同意，如未得同意，政府得禁止之。”
早在中国共产党领导的军队创立初期，就颁布施行了《三大纪律八项注意》，要求革命军人“不调戏妇女”。革命军人的嫖娼、通奸、非婚同居等行为即使不违背当时当地的法律（如建国初期，上海市的娼妓合法存在直至1952年被取缔），也是军队纪律所禁止的。保护军婚的立法本意可能是对这种权利让渡的补偿。
1934年4月8日公布的《中华苏维埃共和国婚姻法》规定：“红军战士之妻要求离婚，须得其夫同意。”
抗战时期，中华民国也颁布战时临时法律，惩处破坏军婚行为。1943年8月11日，国民政府颁布《出征抗敌军人婚姻保障条例》，全面规定了限制离婚和破坏军婚罪等内容。第二条规定“出征抗敌军人在出征期内，其妻不得请求离婚”。第八条规定“出征抗敌军人因伤成残废後，其妻或未婚妻非得取得本人同意不得离婚或解除婚约，其以胁迫利诱或诈术取得本人同意离婚或解除婚约之证据者，处3年以下有期徒刑”。中国共产党领导下的各地抗日民主政权，一方面根据第2次国共合作要遵行中华民国法律，另一方面也颁布实施了一批地方性法律实施细则，涉及到保护抗日军人军婚的有：
- 1943年《陕甘宁边区抗属离婚处理办法》第2条规定：“政府应认真实行优抗办法，保证抗属物质生活，并在政治上提高其爱护抗日军人之认识，帮助抗属与战士通讯，当发生抗属请求离婚时，必须尽力说服，如坚决不同意时，依照规定年限手续准予离婚。”第三条规定：“抗日战士与女方订立之婚约，如该战士3年无音讯，或虽有音讯而女方已超过结婚年龄5年仍不能结婚者，经查明属实，女方得以解除婚约，但须经由当地政府登记之。”
- 1941年公布的《晋察冀边区婚姻条例草案》
- 《山东省保护抗日军人婚姻暂行条例》规定：“凡与抗日军人定有婚约者，非对方毫无音信，或者音信断满三年者，不得解除婚约。”
- 《修正淮海区抗日军人配偶及婚约保障条例》规定：“娶抗日军人有婚约之未婚妻者，其婚姻无效，并处二年以下有期徒刑”；“娶抗日军人配偶者，处三年以下有期徒刑”

解放战争期间，晋绥边区政府1946年公布的《关于保障军人婚姻问题的命令》指示：“过去有些政府人员遇到抗属离婚问题时，漠不关心，未加制止，或机械地执行婚姻条例或误解条例，轻易准予离婚……”“关于我军抗属离婚问题，应慎重处理，一般的不准离婚……各级民政科和司法科遇到抗属请求离婚时，应耐心说服，非经丈夫本人同意，不准离婚。”
1949年中华人民共和国建国后，一直立法保护军婚，惩处破坏军婚行为。从1949年到1978年，中共中央、国务院（政务院）、最高人民法院、最高人民检察院、司法部就颁布了有关保护军婚的文件、法规以及批复函，达100余件，使惩治破坏军婚行为做到了有法可依、有章可循。 1950年5月1日公布的《中华人民共和国婚姻法》，在第十九条第一款中规定：“现役革命军人与家庭有通讯关系的，其配偶提出离婚，须得革命军人的同意”。当时战争年代刚刚结束，有大批军人长期与家庭失去通信联系。1951年4月25日最高人民法院、司法部《关于现役革命军人与退役革命残废军人离婚案件的处理办法及开展爱国拥军教育的指示》第二条指出：“退役革命残废军人配偶提出离婚者，应严格审查离婚理由，如以对方残废或因残废影响劳动力而要求离婚者，不能认为是正当理由，于说服无效后，应驳回其离婚之上诉。”1954年10月12日，最高人民法院《关于复员军人婚姻处理问题的批复》第2条指出：“除女方确受复员军人虐待的，应支持其离婚要求外，一般的不要轻易判离。”

## 竞合
在现行司法实践中破坏军婚罪具有三种类型：
1. 重婚型：明知是现役军人的配偶而与其办理结婚登记手续,骗取结婚的；或者明知是现役军人的配偶而与之以夫妻名义同居生活，群众也认为是夫妻关系的。
2. 同居型：明知是现役军人的配偶，却较长时间公开地或秘密地在一起共同生活，这种关系不仅以不正当的两性关系为基础，往往有经济和其他生活方面的特殊关系，而不同于一般的通奸关系 。
3. 通奸型：明知是现役军人的配偶而与之长期通奸，情节恶劣或者造成夫妻关系破裂严重后果的。造成军人夫妻关系破裂的严重后果主要表现为: 
  1. 挑拨、唆使现役军人的配偶闹离婚；
  2. 现役军人的配偶严重虐待现役军人；
  3. 情节恶劣表现为致现役军人的配偶怀孕或者生育等。

#### 与重婚罪法条竞合
《中华人民共和国刑法》第258条【重婚罪】规定：有配偶而重婚的，或者明知他人有配偶而与之结婚的，处二年以下有期徒刑或者拘役。 就与现役军人配偶结婚而言，破坏军婚罪和重婚罪之间存在包容关系。第258条属于普通法条，第259条则属于特殊法条。因此两个罪名之间为法条竞合（一个犯罪行为，侵犯一个法益，判处一罪），判断刑事责任时遵循特殊法优于一般法原则按破坏军婚罪论处。

#### 与强奸罪想象竞合
《中华人民共和国刑法》第259条第二款规定“利用职权、从属关系，以胁迫手段奸淫现役军人的妻子的，依照本法第二百三十六条（强奸罪）的规定定罪处罚。”
破坏军婚罪属于强奸罪的特殊条款，属于注意条款而非法律拟制。
在一定情况下，强奸现役军人妻子的行为可能同时造成破坏军婚的后果。从竞合角度分析，利用职权、从属关系，以胁迫手段奸淫现役军人的妻子的，与强奸罪之间属于想象竞合（一个犯罪行为，侵犯多个法益）应当从一重罪，以强奸罪论处（强奸罪处三年以上十年以下有期徒刑，破坏军婚罪处三年以下有期徒刑或者拘役。
在中国现行刑法和司法解释实施之前，强奸现役军人妻子的行为被视为典型数罪，以强奸罪和破坏军婚罪数罪并罚。1963年11月29日发布的《最高人民法院关于处理破坏军人婚姻案件的意见的报告》要求“对于强奸军人妻子的，因奸杀伤军人、军人亲属的，以强奸罪、杀人罪、伤害罪和破坏军婚罪合并论处。”